# Battaglia del Frigido
La battaglia del Frigido (o battaglia del fiume Frigido) fu una storica battaglia, combattuta tra il 5 e il 6 settembre 394, nei pressi dell'attuale fiume Vipacco vicino ad Aidussina e che vide opporsi gli eserciti dell'imperatore romano d'Oriente Teodosio I e dell'usurpatore del trono dell'Impero romano d'Occidente, Flavio Eugenio.
La battaglia iniziò bene per le truppe di Eugenio ma i cronisti dell'epoca raccontano che un vento improvviso gettò scompiglio fra le loro file, le frecce scagliate non riuscivano a raggiungere il nemico. Ancora più sfavorevole fu il tradimento di un reparto che doveva prendere alle spalle Teodosio, che invece si schierò dalla sua parte. La disfatta di Eugenio e del suo comandante, il magister militum di origine franca Arbogaste, riconsegnò per l'ultima volta l'impero ad un unico imperatore.
Tradizionalmente, sulla base delle fonti antiche dipendenti dalla storia ecclesiastica di Tirannio Rufino, si ritiene che la battaglia fu l'ultimo tentativo di resistenza alla diffusione del Cristianesimo nell'impero e fu quindi decisiva per il destino della religione cristiana nell'Impero romano e in Europa, essendo Flavio Eugenio, nonostante cristiano, simpatizzante della religione romana e in generale delle antiche religioni pagane. Recentemente, questa interpretazione tradizionale degli avvenimenti è stata contestata da alcuni studiosi moderni, tra cui Alan Cameron, il quale ha sostenuto che la nozione che Eugenio e Arbogaste fossero pagani o sostenitori dei pagani sarebbe stata inventata ad arte per giustificare la campagna di Teodosio contro di essi, e che altri usurpatori, come Magnenzio, furono falsamente etichettati come pagani dopo la loro sconfitta.

## Antefatti
Dopo le persecuzioni anticristiane, nel 313 Licinio, con l'editto di Milano, aveva legalizzato il Cristianesimo come «religione lecita», ma senza abolire gli altri culti. Nell'anno 380, Teodosio I, con l'editto di Tessalonica, promosse il Cristianesimo a «religione di Stato» e si ebbero notevoli episodi di violenza contro le popolazioni pagane dell'impero ad opera di gruppi di fanatici cristiani. Tra questi, ad Alessandria nel 391 fu distrutto il tempio del dio Serapide, e parzialmente distrutta la famosa biblioteca di Alessandria.
A Cipro il vescovo Epifanio ordinò la distruzione di tutti i templi pagani.
Il 15 maggio 392 fu trovato impiccato l'imperatore d'Occidente Valentiniano II nella sua residenza a Vienne, nella Gallia. Il 22 agosto dello stesso anno Arbogaste, un franco che era riuscito a scalare la gerarchia militare fino alla carica di magister militum, con l'appoggio del Senato romano dichiarò imperatore d'Occidente Flavio Eugenio, che era stato magister scrinii. Arbogaste sostenne la tesi che Valentiniano si sarebbe suicidato, perché si trovava di fatto impedito a governare; in realtà si sviluppò subito il sospetto che Valentiniano sarebbe stato ucciso dagli eunuchi della camera da letto, su sollecitazione di Arbogaste e alcuni cortigiani, che poi avrebbero fatto in modo che potesse sembrare un suicidio. Negli ultimi tempi, i rapporti tra Valentiniano II e Arbogaste si erano infatti deteriorati. Le fonti narrano che, a causa della sempre più crescente ingerenza di Arbogaste, che mirava a disfarsi di Valentiniano II, quest'ultimo fu relegato a Vienne nel palazzo, e ridotto quasi alla posizione di cittadino privato: i comandi militari erano stati conferiti agli alleati franchi, e persino le cariche civili finirono sotto il controllo della fazione di Arbogaste, e nessuno dei soldati avrebbe giurato di obbedire al comando dell'Imperatore, in quanto leali ad Arbogaste. Zosimo narra che Valentiniano II, non potendone più del trattamento ricevuto, in un'occasione, all'avvicinarsi di Arbogaste al trono, gli porse la lettera con cui ordinava la destituzione del generale dal comando: Arbogaste rispose strappando la lettera e affermando con spregio che Valentiniano II non gli aveva conferito il comando e non poteva toglierglielo. Zosimo narra anche che, di fronte all'arroganza e alla prepotenza di Arbogaste, Valentiniano II scrisse diverse lettere a Teodosio chiedendogli di intervenire in suo soccorso, ma Teodosio decise di non intervenire. Alla fine Valentiniano II fu trovato impiccato e tre mesi dopo Arbogaste pose al suo posto sul trono d'Occidente Flavio Eugenio, un insegnante di retorica, che, per raccomandazione del generale Ricomero, era giunto alla corte di Valentiniano II.
Quando la notizia dell'uccisione di Valentiniano II arrivò alla corte dell'Imperatore d'Oriente Teodosio I, l'Imperatore lo qualificò come un assassinio e deplorò la perdita del suo imperatore collega, a cui era legato tramite vincoli di parentela, essendone il cognato (la moglie di Teodosio, Galla, era la sorella di Valentiniano II). Eugenio e Arbogaste nel frattempo inviarono degli ambasciatori presso Teodosio, per ottenere da lui il riconoscimento come Imperatore d'Occidente. Mentre Teodosio decise di prendersi del tempo prima di rispondere all'ambasceria, avvenne una cena turbolenta tra i foederati goti dell'Impero. Zosimo narra che tra i Goti erano sorte due fazioni opposte: una anti-romana, condotta da Eriulfo, riteneva che bisognasse rompere il trattato di alleanza con l'Impero e invaderlo, mentre invece l'altra fazione, filo-romana, condotta da Fravitta, riteneva che bisognasse continuare a rispettare i patti stretti con Roma. Dopo un violento litigio con Eriulfo sorto mentre i Goti erano a banchetto con Teodosio, Fravitta lo aggredì e lo uccise: i seguaci di Eriulfo provarono a vendicare l'assassinio del loro capo aggredendo Fravitta, ma in difesa di quest'ultimo intervennero le guardie imperiali, le quali repressero il tumulto. Dopo alcune incertezze, l'imperatore d'Oriente Teodosio I decise di non riconoscere il nuovo imperatore d'Occidente, nominando al suo posto nel gennaio del 393 il proprio figlio di otto anni Onorio e optando quindi per la guerra. Cominciò quindi i preparativi per una campagna contro l'usurpatore. Nel frattempo, nel 393 Eugenio raccolse tutte le armate a propria disposizione e prese possesso dell'Italia; procedette poi a fortificare le Alpi Giulie, nel tentativo di migliorare le difese dell'Italia in caso di un attacco di Teodosio I.
Le fonti cristiane basate sulla Storia Ecclesiastica di Tirannio Rufino asseriscono che Arbogaste sarebbe stato pagano e che anche Eugenio, pur essendo ufficialmente cristiano, una volta usurpata la porpora, avrebbe favorito le religioni pagane. Secondo gli storici ecclesiastici cristiani, il prefetto del pretorio Flaviano gli avrebbe predetto che, se la religione cristiana fosse stata abolita, ogni sua campagna militare si sarebbe conclusa con la vittoria e questo lo avrebbe spinto a favorire la religione romana. Secondo un aneddoto riportato dallo scrittore cristiano Paolino da Nola, Eugenio e Arbogaste, nell'atto di lasciare Milano per dirigersi con la propria armata al Frigido, avrebbero minacciato di ridurre la basilica di Milano in una stalla e di mandare sotto le armi i chierici. Paolino, che fu il biografo del vescovo di Milano Ambrogio, afferma anche che Eugenio avrebbe acconsentito a restaurare l'Altare della Vittoria nonché le spese per le cerimonie pagane, cedendo così alle richieste dei senatori pagani appoggiate dal prefetto del pretorio Flaviano e dal comes Arbogaste. Questo, a detta di Paolino, avrebbe contrariato Ambrogio, il quale decise di lasciare Milano non appena fu informato che Eugenio aveva intenzione di spostare la propria corte proprio in quella città. Paolino cita anche alcuni passaggi di una lettera di Ambrogio scritta a Eugenio in risposta a una lettera precedente in cui l'usurpatore gli aveva chiesto spiegazioni sulla sua partenza per Milano. Alan Cameron ha però contestato la versione degli eventi tramandata da Paolino, accusando il biografo di aver frainteso il contenuto della lettera di Ambrogio e di averlo interpretato in base alle informazioni ottenute leggendo la storia ecclesiastica di Tirannio Rufino, quest'ultima opera ritenuta inattendibile dal Cameron. La lettera di Ambrogio afferma che ben due ambascerie da parte dei pagani furono inviate per ottenere la restaurazione dei fondi per le cerimonie pagane, ma in entrambe le occasioni Eugenio negò la richiesta; tuttavia, successivamente fu scoperto che Eugenio inviò doni agli stessi ambasciatori pagani e questo contrariò Ambrogio. Secondo una interpretazione tradizionale della lettera, Eugenio, non intendendo finanziare ufficialmente le cerimonie pagane in quanto imperatore cristiano, avrebbe deciso di farlo indirettamente tramite doni inviati ai senatori pagani. Cameron non concorda con questa interpretazione tradizionale sostenendo che i «doni» di cui parla la lettera di Ambrogio non avessero nulla a che fare con le cerimonie pagane, e interpretandoli come doni di consolazione per assicurarsi il favore dei senatori pagani pur avendo negato le loro richieste. Peraltro, Cameron nota che se la seconda ambasceria ebbe luogo nell'estate 393, e l'invio dei doni agli ambasciatori pagani fu scoperto «più tardi» come ammette la stessa lettera, Ambrogio dovrebbe averlo scoperto tempo dopo aver lasciato Milano, e dunque non fu la reale motivazione della sua decisione. Per Cameron la reale motivazione per cui Ambrogio avrebbe abbandonato Milano era evitare di compromettersi con l'usurpatore nel caso poi avesse trionfato Teodosio.
Nel frattempo Eugenio aveva intrapreso una spedizione militare sul limes renano, tanto per minacciare le nazioni barbare lungo il fiume con una grande armata per dissuaderle dall'invadere l'Impero, come per rinnovare le vecchie alleanze con i re dei Franchi e degli Alemanni. In questo modo, peraltro, rinforzò notevolmente il proprio esercito con l'arruolamento di numerosi foederati franchi e alemanni.

## Preparativi dello scontro
Teodosio affidò il comando dell'esercito regolare romano a Timasio e a Stilicone; l'esercito orientale era rimasto mal organizzato in seguito alla battaglia di Adrianopoli del 378, ed era toccata proprio ai generali Stilicone e Timasio la ricostituzione della disciplina e delle forze. All'esercito regolare romano si unirono gli alleati o foederati barbari (definiti βάρβαρα τάγματα da Zosimo, letteralmente «legioni barbare»), reclutati in maniera massiccia e posti sotto il comando dei loro capi tribali (definiti ἡγεμώνες da Zosimo e φύλαρχοι da Giovanni di Antiochia), a loro volta subordinati a ufficiali romani di origine barbarica, ovvero il goto Gainas, l'alano Saul, e l'iberico Bacurio (definito erroneamente armeno da Zosimo, anche se l'Iberia caucasica e Armenia non sono molto distanti). Si può presumere che Gainas ottenne il comando di tutti i foederati goti, Saul il comando di tutti i foederati Alani e Bacurio il comando di tutti i contingenti alleati provenienti dai regni clienti sulla frontiera orientale (come l'Iberia). Se si vuole prestare fede a Giordane, più di 20 000 foederati visigoti combatterono al Frigido per Teodosio. Di questi, almeno una parte furono condotti in battaglia dal loro capo tribale Alarico. In seguito ai buoni rapporti avviati da Teodosio con la Persia dopo il trattato di pace del 384 confermato nel 387 (per il quale Roma aveva ceduto alla Persia circa i quattro quinti del territorio dell’Armenia), fu resa possibile anche la partecipazione di singole unità provenienti dai territori dello stato persiano: Medi, Parti, forse addirittura Indi. Come osserva lo storico sloveno Rajko Bratož, la probabile partecipazione di reparti orientali alla guerra contro Eugenio risulta dalla descrizione dei preparativi militari fatta dal poeta Claudio Claudiano nel poema del 396 De tertio consulatu Honorii Augusti, in cui l’autore menziona la chiamata alle armi di contingenti provenienti da popolazioni orientali.
L'esercito di Arbogaste ed Eugenio comprendeva sia truppe regolari romane sia ausiliari e foederati barbari, soprattutto Franchi e Alemanni.
Affidato il governo dell'Impero d'Oriente a suo figlio Arcadio, sotto la tutela del prefetto del pretorio d'Oriente Rufino, Teodosio partì con l'esercito alla volta dell'Italia; secondo Zosimo, con Teodosio sarebbe partito anche il figlio Onorio, ma questa affermazione è contraddetta sia dagli storici ecclesiastici (come Socrate e Sozomeno) sia dai componimenti poetici di Claudiano, i quali asseriscono che Onorio partì per l'Italia solo dopo la sconfitta di Eugenio, verso la fine del 394; si ritiene che su questo punto Zosimo possa essersi sbagliato. Si può presumere che la spedizione partì da Costantinopoli nel maggio del 394, a giudicare dalle date delle leggi del Codice Teodosiano, che attestano che Teodosio si trovava a Costantinopoli nell'aprile 394, a Eraclea (da identificare forse con Perinto) il 20 maggio 394 e ad Adrianopoli il 20 giugno dello stesso anno.
L'avanzata di Teodosio attraverso la Pannonia e le Alpi Giulie non trovò resistenza, così l'esercito valicò le Alpi e cominciò la discesa lungo la valle del fiume Frigidus (un affluente del fiume Isonzo oggi chiamato fiume Vipacco) verso Aquileia. Fu in questa regione, da sempre passo di valico tra le Alpi Giulie, tra l'attuale città di Gorizia, anticamente identificata come porta del Norico e nelle vicinanze dell'odierno comune di Vipacco, ora in Slovenia, che i due eserciti si scontrarono.

## Battaglia

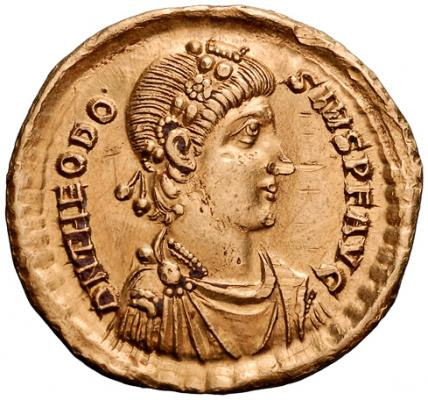
Teodosio I, vincitore della battaglia.

Eugenio e Arbogaste avevano disposto il loro esercito in schieramento da battaglia sulle pianure, e, dopo aver inviato alcuni distaccamenti di truppe a tendere imboscate all'esercito di Teodosio, aveva occupato gli stretti passi delle Alpi, in modo da assicurarsi la vittoria tramite la strategia, essendo inferiore all'esercito di Teodosio per numero e per forza. Sozomeno riferisce che Teodosio, discendendo dalle Alpi Giulie, avvistò le legioni nemiche schierate sulla pianura sottostante, e si rese inoltre conto che alcune delle truppe nemiche gli stavano tendendo un'imboscata alle sue spalle, nascoste tra i recessi delle montagne: l'avanguardia del suo esercito attaccò la fanteria nemica schierata in pianura, e da ciò seguì una battaglia disperata.
Teodosio attaccò quasi immediatamente, senza prendere conoscenza del campo di battaglia. Per primi mandò all'attacco i suoi alleati goti, forse sperando in un loro indebolimento che avrebbe rafforzato la sicurezza dell'impero. L'esercito orientale non raggiunse grossi obiettivi ma ebbe molte perdite; Zosimo e Orosio narrano che molte delle truppe alleate di Teodosio furono massacrate, mentre gli altri comandanti di Teodosio sfuggirono a stento dallo stesso destino; Orosio riporta in particolare che 10 000 foederati goti schierati in prima linea da Teodosio perirono nel corso dello scontro, sostenendo che «la loro perdita era certamente un guadagno e la loro sconfitta una vittoria». Il magister militum Bacurio accorse allora con la sua avanguardia in soccorso dei foederati goti laddove erano in difficoltà maggiori, riuscendo, a dire di Socrate Scolastico, «a mettere in fuga coloro che fino a poco tempo prima erano impegnati nell'inseguimento», finendo tuttavia anch'egli ucciso.
La giornata terminò quindi con una felice difesa delle truppe di Eugenio; inoltre Arbogaste aveva inviato un distaccamento, condotto dal comes Arbizione, per chiudere il passo alle spalle di Teodosio. Teodosio, circondato dal nemico e conscio che ogni via di fuga gli era preclusa dalle truppe nemiche che occupavano le alture alle sue spalle, si sarebbe prostrato al suolo e avrebbe pregato il Signore affinché intervenisse il suo soccorso; subito dopo, gli ufficiali delle truppe di Eugenio stazionate in imboscata sulle alture gli inviarono messaggeri comunicandogli che intendevano defezionare in suo favore, offrendogli i loro servigi come alleati, a patto che avesse loro assegnato posti onorevoli nel suo esercito; l'imperatore, allora, non disponendo né di carta né di inchiostro, prese alcune tavolette, e su di esse scrisse i ruoli di comando nell'esercito che avrebbe loro conferito nel caso avessero adempiuto al loro proposito di passare dalla parte dell'Imperatore legittimo; sotto queste condizioni, essi passarono dalla parte di Teodosio.
Dopo una notte insonne, Teodosio si rese conto del vuoto lasciato dalle truppe di Arbogaste e decise di attaccare di nuovo. Su cosa avvenne in seguito, la versione pagana e la versione cristiana differiscono.
Secondo la versione di Zosimo, tratta presumibilmente da Eunapio e sfavorevole a Teodosio (a cui Zosimo e Eunapio erano ostili, essendo pagani), quando giunse la notte e gli eserciti si ritirarono, Eugenio, ormai sicuro della vittoria, concesse ai soldati il riposo, non temendo un attacco a sorpresa di Teodosio. Mentre i soldati di Eugenio stavano ancora riposando, l'Imperatore Teodosio ne approfittò sferrando un attacco a sorpresa all'alba con tutte le sue forze: dopo aver massacrato i soldati di Eugenio mentre stavano ancora riposando, Teodosio procedette quindi alla tenda di Eugenio, che fu catturato e punito con la decapitazione. La versione pagana non menziona nessun intervento della bora nel corso della battaglia. Zosimo accenna invece all'arrivo di un'eclissi di sole nel corso del primo giorno di battaglia, che avrebbe fatto sì che si combatté nell'oscurità. In realtà, i dati astronomici confermano che non ci fu nessuna eclissi di sole in quel periodo, invalidando la versione dell'eclissi tramandata da Zosimo. Cameron nota che gli storici dell'Antichità, come Cassio Dione, spesso trasformavano in eclissi delle forti tempeste, per conferire maggiore drammaticità alle battaglie; Eunapio e il suo epitomatore Zosimo non avrebbero fatto altro che utilizzare questa tecnica letteraria. La versione pagana sembra essere stata comunque scritta per sminuire i meriti di Teodosio, attribuendo la sua vittoria a un attacco proditorio e non a una vittoria meritata sul campo di battaglia.
La versione cristiana della battaglia, tramandata da Orosio e da altri scrittori ecclesiastici, sostiene invece che Teodosio vinse la battaglia senza tradimenti ma con pieno merito, grazie all'intervento provvidenziale della bora, che sfavorì in modo decisivo i soldati di Arbogaste rispetto a quelli di Teodosio:
(Agostino da Ippona, De civitate Dei, V,26.)
Agostino e Orosio notano, inoltre, a conferma della versione cristiana del provvidenziale intervento della bora come evento decisivo della battaglia, che persino un poeta pagano come Claudiano fu costretto ad ammettere nei suoi versi che Teodosio vinse Arbogaste grazie alla bora.
Anche se la versione cristiana della battaglia, secondo la quale una bora divina avrebbe sconfitto i nemici pagani di Teodosio, fu quella più popolare e diffusa nella Tarda Antichità, alcuni studiosi moderni, tra cui Alan Cameron, hanno messo in dubbio l'attendibilità di questa versione dei fatti. Cameron fa notare che la fonte più datata che menziona il provvidenziale intervento della bora fu Ambrogio, ma quello che afferma quest'ultimo nel suo sermone sul Salmo 36 è che il vento colpì prima della battaglia, e che demoralizzò i nemici di Teodosio prima che cominciasse ogni combattimento. Questa idea dell'intervento della bora probabilmente piacque al poeta di corte Claudiano, che, nei suoi panegirici propagandistici composti per la dinastia teodosiana, spostò l'intervento della bora al momento decisivo della battaglia. Claudiano sembra aver fatto una allusione classicizzante a Silio Italico, il cui resoconto della battaglia di Canne menzionava un similare intervento provvidenziale del vento. Dai panegirici di Claudiano, che acquisirono popolarità in entrambe le parti orientale e occidentale dell'Impero romano, si diffuse poi l'idea della bora che avrebbe deciso la battaglia. L'intervento della bora, del resto, si adattava bene all'idea che la battaglia sarebbe stata combattuta tra Pagani e Cristiani: Teodosio, in qualità di imperatore cristiano, sarebbe stato aiutato dalla provvidenza divina tramite la bora.
Eugenio fu portato al cospetto di Teodosio e decapitato. Arbogaste, dopo aver cercato rifugio tra le montagne e braccato ormai dalle forze imperiali, dopo qualche giorno preferì il suicidio alla cattura, imitato poco dopo dal console Virio Nicomaco Flaviano. Ambrogio intercedette presso Teodosio nei confronti di tutti coloro che, avendo appoggiato l'usurpatore, si erano rifugiati in Chiesa timorosi della vendetta dell'Imperatore legittimo, prima tramite una lettera e infine recandosi personalmente ad Aquileia per conferire con lui. Teodosio acconsentì alle richieste del vescovo di Milano, concedendo loro la grazia. A tal proposito, Agostino da Ippona scrive:
(Agostino da Ippona, De civitate Dei, V,26.)
Sempre Agostino riferisce che:
(Agostino da Ippona, De civitate Dei, V,26.)

## Conseguenze
Una conseguenza di lunga durata dello scontro del 394 tra gli eserciti romani d'Oriente e d'Occidente fu che l'accesso alle piane della provincia Venetia et Histria rimase completamente sguarnito: a detta del poeta latino Claudio Claudiano, le torri e le mura delle Chiuse (Claustra Alpium Iuliarum), che erano una specie di vallo alpino costruito dopo il 284, furono demolite nel corso della battaglia e, difatti, non si ha più notizia né di un loro utilizzo né della presenza sulle Alpi orientali di truppe romane ai tempi delle discese di Alarico I in Italia.
Fu anche una delle prime battaglie dove incise l'arruolamento di intere bande di barbari, e da allora l'imbarbarimento dell'esercito romano fu massiccio e deleterio. Dopo la battaglia, i foederati Visigoti furono congedati e rispediti nelle loro terre di insediamento in Tracia, non è chiaro se già nell'autunno 394 o nel gennaio 395: una buona parte degli studiosi ritiene che fossero stati congedati da Stilicone nel gennaio 395, ma la Cesa dubita che Teodosio avrebbe concesso ad alleati di dubbia fedeltà di entrare in Italia e data il loro rientro in Tracia nell'autunno 394. In ogni modo, l'elevato numero delle perdite subite nel corso della battaglia (10 000 Goti caduti) accrebbe il loro risentimento nei confronti dell'Impero, in quanto cominciarono a sospettare che l'Imperatore Teodosio li avesse appositamente schierati in prima fila al fine di indebolirli, in modo da approfittarne per privarli dei privilegi di foederati e di ogni autonomia all'interno dell'Impero. Intendendo mettere al sicuro la loro autonomia all'interno dell'Impero ottenuta in virtù delle sconfitte militari inflitte ai Romani, prima tra tutte quella di Adrianopoli (9 agosto 378), una volta tornati in Tracia, essi decisero di rivoltarsi, sotto la guida di Alarico, eletto loro capo unico. Il loro scopo era ottenere il rinnovo del trattato del 382 a condizioni per loro più favorevoli e la nomina del loro capo Alarico a magister militum dell'esercito romano. Conseguenza della battaglia del Frigido fu dunque anche la rivolta dei foederati Visigoti e l'ascesa di Alarico, che avrebbe poi condotto i suoi connazionali a saccheggiare la stessa Roma (24 agosto 410), rimasta inespugnata sin dal sacco del 387 a. C.
Tradizionalmente, sulla base della versione della battaglia tramandata da Tirannio Rufino e dagli altri scrittori cristiani che lo hanno usato come fonte, l'usurpazione di Eugenio è stata interpretata come un ultimo tentativo di restaurazione del paganesimo in Occidente, e la battaglia come uno scontro tra Pagani e Cristiani; secondo questa interpretazione predominante degli avvenimenti, il risultato della battaglia decise il destino della cristianità nell'Impero romano d'Occidente. La battaglia è stata quindi posta, come importanza, alla pari della battaglia di Ponte Milvio, dato che non fu soltanto una vittoria in una guerra civile, ma il quasi definitivo trionfo del cristianesimo. Recentemente, questa interpretazione tradizionale degli avvenimenti è stata contestata da alcuni studiosi moderni, tra cui Alan Cameron, il quale ha sostenuto che la nozione che Eugenio e Arbogaste fossero pagani o sostenitori dei pagani sarebbe stata inventata ad arte per giustificare la campagna di Teodosio contro di essi, e che altri usurpatori, come Magnenzio, furono falsamente etichettati come pagani dopo la loro sconfitta. La nozione che i nemici di Teodosio fossero pagani trae la sua origine nello storico della Chiesa Rufino, e solo le fonti dipendenti da Rufino menzionano il carattere religioso della battaglia.